# Matías Martin
Matías Martin (Buenos Aires, 27 de octubre de 1970) es un periodista y actor argentino. Actualmente forma parte de la radio Urbana Play FM y del canal de televisión Canal 13.

## Biografía

### Comienzos
Su padre, Jorge Martin, era dibujante, animador, pintor y grabador. Estudió periodismo deportivo. Estudió actuación un tiempo y tuvo un papel en la telenovela Aprender a volar. También fue modelo publicitario.

### Carrera
En 1994 comenzó a trabajar en el canal TyC Sports como notero y luego conductor de diversos programas. En el año 2004 participó en la película Los Increíbles, prestando su voz para el doblaje de uno de los personajes Específicamente a Síndrome  . En 2010 condujo junto a Maju Lozano el programa periodístico Vértigo. En 2014 conduce Línea de Tiempo por la TV Pública. En 2017 es comentarista principal de TNT Sports junto a Pablo Giralt. Condujo el programa radial Basta de todo, que se emitía todas las tardes por FM Metro 95.1, junto a Diego Ripoll y Malena Guinzburg. Actualmente conduce el programa "Todo pasa" en Urbana play FM 104.3. Fundó junto a Damián Kirzner la productora de cine y televisión Fatto in Casa. Desde febrero de 2021 conduce el programa Todo Pasa, por FM Urbana (104.3), junto a Clemente Cancela, Emilse Pizarro y Juan Ferrari.

## Vida personal
En 1998 comenzó una relación con la actriz Nancy Dupláa. Fruto de esa relación nació Luca Martin en el 2000, quien también es conductor de radio. Ese mismo año la pareja se separó.
En 2005 se casó con la modelo Natalia Graciano, con quien había empezado una relación dos años antes. Juntos tuvieron dos hijos: Mía, nacida en 2006, y Alejo, nacido en 2008. Se divorciaron en 2023.

## Trayectoria

### Televisión

#### TyC Sports
- Orsai a medianoche (1994)
- Fuera de juego (1994-1996)

#### El Trece
- Aprender a volar (1994-1995) - Novio de Anita (actor)[4]
- Locos por el fútbol (1996-1999)
- High School Musical: la selección (2007)
- Revelaciones (2009) - Profesor (actor)
- El Legado (2024) (conductor)

#### Canal 9
- Buenos muchachos (1995)
- Dos en la cancha (1996)

#### América TV
- Dos en la cancha (1995)
- Todo mal (2002)
- Ardetroya (2003)

#### Telefe
- Fugitivos (2000-2001)
- Aunque usted no lo viera (2004-2005)
- Coincidencias (2005)
- Teikirisi (2005)
- Cámara en mano (2005-2006)
- La Liga (2008)
- Vértigo (2010)
- Viudas e hijos del rock and roll (2014-2015) - Cameo[5]
- Línea de tiempo (2017)

#### Televisión Pública
- Isla flotante (2006) - Cameo[4]
- Línea de tiempo (2014-2015)
- Animadores (2017) - Cameo[4]
- Copa América 2021 (2021)
- Eliminatorias Qatar 2022 (2021-2022)
- Rumbo a Catar (2022)
- Copa Mundial de Fútbol de 2022 (2022)
- La Tarde del Mundial (2022)
- La Noche del Mundial (2022)

#### DirecTV Sports
- Más que fútbol (2013-2018)

#### TNT Sports
- Fútbol Argentino (2017-2019)
- TNT Gol (2020)

#### ESPN
- Fútbol 1 (2022-presente)

#### DEPORTV
- Copa Mundial de Fútbol de 2022 (2022)
- La Tarde del Mundial (2022)

### Radio
Rock & Pop
- La Novia del átomo (1996-1997)
- El Robo del siglo (1997-2000)

#### Metro 95.1
- Basta de todo (2001-2020)

#### Urbana Play
- Todo pasa (2021-presente)

### Cine
- Los Increíbles (2004) - Síndrome (doblaje de voz argentino)[6]
- El destino del Lukong (2011) - Cameo[7]
- Back to the Siam (2013) - Cameo[4][8]
- Me casé con un boludo (2016) - Cameo[9]
- No llores por mí, Inglaterra (2018) - Martin[10]

## Premios y nominaciones

### Premio Martín Fierro
| Año  | Categoría                           | Programa      | Resultado |
| ---- | ----------------------------------- | ------------- | --------- |
| 2007 | Mejor conducción masculina en radio | Basta de todo | Nominado  |
| 2008 | Mejor conducción masculina en radio | Basta de todo | Ganador   |
| 2010 | Mejor conducción masculina en radio | Basta de todo | Nominado  |
| 2011 | Mejor conducción masculina en radio | Basta de todo | Nominado  |
| 2012 | Mejor conducción masculina en radio | Basta de todo | Ganador   |
| 2013 | Mejor conducción masculina en radio | Basta de todo | Ganador   |